# إنال سوبواغا
إنال سوبواغا (بالإنجليزية: Enele Sopoaga) سياسي وديبلوماسي توفالوي من مواليد 10 فيفري 1956, تم تعينه في غرة أوت 2013 في منصب رئيس الوزراء.